# 台湾軍 (日本軍)
台湾軍（たいわんぐん、旧字体：臺灣軍）は、大日本帝国陸軍の軍の一つ。台湾を管轄した。

## 概要
日清戦争後の馬関条約に基づく台湾領有を機に台湾総督府直属におかれた陸軍部が前身である。1919年（大正8年）8月20日に台湾総督に文官を任命できるように、指揮系統を総督府から分離して独立の軍となった。同年8月22日、司令部が台北庁大加蚋堡台北城内西門街（旧台湾総督府陸軍部庁舎）で事務を開始し、後に台北市児玉町に置かれた。
日中戦争の勃発に際して隷下の台湾守備隊は上海派遣軍の指揮下に編入、中国大陸に派遣され「台湾混成旅団」を経て第48師団に改編された。
その後第二次世界大戦の激化に伴い、1944年（昭和19年）には、5月3日留守第48師団を基幹に第50師団を、6月8日に第8飛行師団を、7月22日独立混成第46旅団を基幹に第66師団を編成し戦力の増強を図り、9月22日には第10方面軍が新設された（第10方面軍司令官は、台湾軍司令官が兼任）。台湾軍は、1945年（昭和20年）2月1日、台湾軍管区に改称され、同年8月の敗戦を迎えた。
- 編成時期：1919年（大正8年）8月20日
- 最終位置：台北
- 最終上級部隊：天皇直隷

### 歴代司令官
- 明石元二郎 大将：1919年（大正8年）8月20日 - 1919年（大正8年）10月26日（死去）
- 柴五郎 大将：1919年（大正8年）11月1日 - 1921年（大正10年）5月4日
- 福田雅太郎 中将：1921年（大正10年）5月4日 - 1923年（大正12年）8月6日
- 鈴木荘六 中将：1923年（大正12年)8月6日 - 1924年（大正13年）8月20日
- 菅野尚一 中将：1924年（大正13年）8月20日 - 1926年（大正15年）7月28日
- 田中国重 中将：1926年（大正15年）7月28日 - 1928年（昭和3年）8月10日
- 菱刈隆 中将：1928年（昭和3年）8月10日 - 1930年（昭和5年）6月3日
- 渡辺錠太郎 中将：1930年（昭和5年）6月3日 - 1931年（昭和6年）8月1日
- 真崎甚三郎 中将：1931年（昭和6年）8月1日 - 1932年（昭和7年）1月9日
- 阿部信行 中将：1932年（昭和7年）1月9日 - 1933年（昭和8年）8月1日
- 松井石根 中将：1933年（昭和8年）8月1日 - 1934年（昭和9年）8月1日
- 寺内寿一 中将：1934年（昭和9年）8月1日 - 1935年（昭和10年）12月2日
- 柳川平助 中将：1935年（昭和10年）12月2日 - 1936年（昭和11年）8月1日
- 畑俊六 中将：1936年（昭和11年）8月1日 - 1937年（昭和12年）8月2日
- 古荘幹郎 中将：1937年（昭和12年）8月2日 - 1938年（昭和13年）9月8日
- 児玉友雄 中将：1938年（昭和13年）9月8日 - 1939年（昭和14年）12月1日
- 牛島実常 中将：1939年（昭和14年）12月1日 - 1940年（昭和15年）12月2日
- 本間雅晴 中将：1940年（昭和15年）12月2日 - 1941年（昭和16年）11月6日
- 安藤利吉 中将：1941年（昭和16年）11月6日 -

### 歴代参謀長
- 曽田孝一郎 少将：1919年8月20日 -
- 佐藤小次郎 少将：1921年2月25日 -
- 渡辺金造 少将：1924年2月4日 -
- 佐藤子之助 少将：1927年7月26日 -
- 小杉武司 少将：1930年4月24日 -
- 清水喜重 少将：1932年4月11日 -
- 大塚堅之助 少将：1933年3月18日 -
- 桑木崇明 少将：1934年1月22日 - 1935年8月1日[5]
- 荻洲立兵 少将：1935年8月1日 -
- 秦雅尚 少将：1937年3月1日 -
- 田中久一 少将：1938年2月19日 - 9月8日
- 大津和郎 少将：1938年10月15日 -
- 上村幹男 少将：1940年3月9日 -
- 和知鷹二 少将：1941年3月1日 -
- 樋口敬七郎 少将：1942年2月20日 -
- 近藤新八 少将：1943年10月29日 -
- 諫山春樹 中将：1944年7月8日 -

### 編制
1935年（昭和10年）当時
- 台湾軍司令部
  - 台湾守備隊司令部
    - 台湾歩兵第1連隊
    - 台湾歩兵第2連隊

  - 台湾山砲大隊
  - 台湾高射砲第8連隊
  - 基隆要塞司令部
    - 基隆重砲大隊

  - 澎湖島要塞司令部
    - 馬公重砲大隊

  - 飛行第8連隊 → 飛行第8戦隊